# Křížatky
Křížatky (deutsch Kreuzweg) ist ein Ortsteil von Litvínov in Tschechien.

## Lage
Křížatky liegt auf den südöstlichen Hängen des Erzgebirges, etwa 2 km von Janov entfernt an der Straße nach Mníšek/Deutscheinsiedel.

## Geschichte
Die erste schriftliche Erwähnung des Ortes erfolgte 1585 im Zusammenhang mit dem Verkauf des Brüxer Herrensitzes an Ladislav von Lobkowicz. Der Ortsname bezieht sich auf die Lage des Dorfes (Kreuzung zweier Wege). Vermutlich führte hier eine alte Handelsstraße nach Sachsen. Für 1785 sind 15 Häuser mit 90 Einwohnern nachgewiesen, deren Berufe mit Tagelöhner, Waldarbeiter und Bauer angegeben werden. Anfang des 20. Jahrhunderts entwickelte sich der Ort zu einem beliebten Ausflugsziel. Die Bergwerke erbauten hier Erholungsheime, die jedoch später abgebrannt sind.

## Entwicklung der Einwohnerzahl
| Jahr | Einwohnerzahl |
| ---- | ------------- |
| 1869 | 124           |
| 1880 | 85            |
| 1890 | 102           |
| 1900 | 87            |
| 1910 | 93            |

| Jahr | Einwohnerzahl |
| ---- | ------------- |
| 1921 | 100           |
| 1930 | 114           |
| 1950 | 112           |
| 1961 | 63            |
| 1970 | 73            |

| Jahr | Einwohnerzahl |
| ---- | ------------- |
| 1980 | 51            |
| 1991 | 38            |
| 2001 | 32            |
| 2011 | 39            |

## Sehenswürdigkeiten
- Die Kapelle aus dem Jahr 1911 wurde im Jahr 2000 restauriert.
- Beim Janovský Potok befindet sich ein Denkmal amerikanischer Piloten.
- Die Brüxer Talsperre (Mostecka přehrada) wurde 1911–1914 erbaut; sie versorgte die Region Most mit Trinkwasser.

## Persönlichkeiten
Der akademische Bildhauer Stanislav Hanzík hat im Ort sein Atelier.